# 南瓜派
南瓜派（英文：pumpkin pie），或稱南瓜餡餅，是一種西式水果餡餅 ，屬於甜點分類， 餡料主要材料是加香料的南瓜；南瓜派是象徵感恩節和秋天最具代表性的應時食物之一。